# Pierre Maille
Pierre Maille (Fréjus, Var, 1947) és un polític bretó d'origen occità. Treballà com a professor agregat de ciències físiques. Militant del Partit Socialista ha estat alcalde de Brest el 1982-1983 i el 1989-2001 i president del Consell General de Finisterre des de 1998 pel cantó de Brest-Saint-Pierre. El 2006 va donar suport Ségolène Royal com a candidata socialista a les eleccions presidencials franceses de 2007.
| Precedit per: Georges Kerbrat | Alcalde de Brest 1989 - 2001 | Succeït per: François Cuillandre |